# デーヴァーンタカ

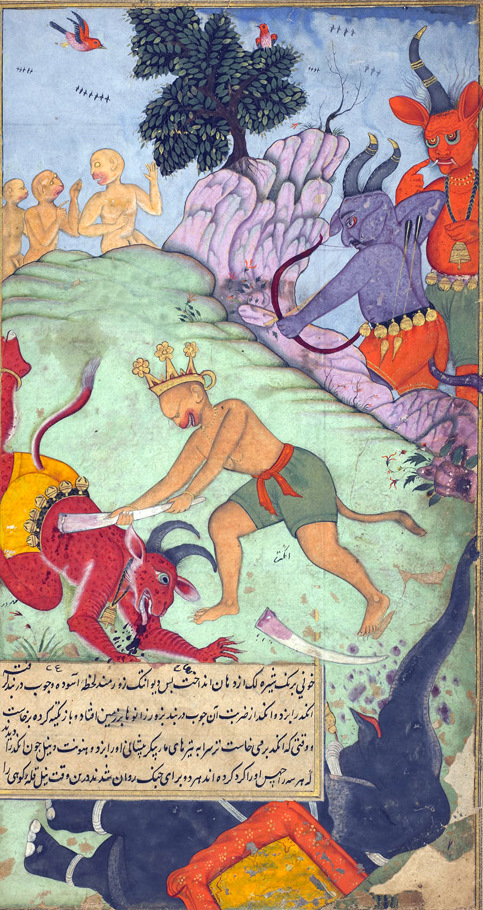
マホーダラの戦象から抜き取った象牙でデーヴァーンタカを殴打するアンガダ。ムガル朝時代、1597年から1605年の間。

デーヴァーンタカ（梵: देवान्तक, Devāntaka）は、インド神話に登場するラークシャサである。ラークシャサの王ラーヴァナと第2の妻ダニヤマーリニーの息子で、アティカーヤ、ナラーンタカ、トリシラスと兄弟。異母兄弟にインドラジット、アクシャがいる。アヨーディヤーの王子ラーマとの戦争ではアンガダおよびハヌマーンと戦った。

## 神話
王子ナラーンタカとデーヴァーンタカ、重臣マホーダラとマハーパールシュヴァらは、トリシラスの言葉に励まされて、クムバカルナ戦死の悲報から立ち直り、出撃した。デーヴァーンタカは戦場では金箔を張った巨大な鉄棒で戦った。しかし兄弟のナラーンタカがアンガダに討たれると、デーヴァーンタカをはじめトリシラス、マホーダラは激怒してアンガダを攻撃した。しかしアンガダは少しもひるまず、マホーダラが騎乗する戦象を一撃で倒して、牙を抜き取り、それを棍棒代わりにしてデーヴァーンタカを殴りつけた。デーヴァーンタカはしばし眩暈に襲われたが、回復するとすぐに鉄棒で反撃し、アンガダを気絶させ、アンガダが起き上がるとトリシラスが矢を射かけた。彼らはアンガダを窮地に陥れたが、ハヌマーンとニーラが助けに駆け付けた。ハヌマーンが怒号とともにデーヴァーンタカの頭を殴ると、顔から眼球と舌が飛び出し、絶命した。